# 東京大学大学院情報学環教育部
東京大学大学院情報学環教育部（とうきょうだいがくだいがくいんじょうほうがっかんきょういくぶ）は、東京大学大学院情報学環に併設されている教育機関である。情報、メディア、コミュニケーション、ジャーナリズムに関する学部レベルの2年間の教育部課程（正規課程）の教育を実施している。同じく情報学環に併設される教育組織である学際情報学府のような修士課程や博士課程はなく、在籍するのは毎年2月に実施する入試で合格した教育部研究生のみである。在籍者は全員が「教育部研究生」という一般の研究生と異なる特殊な位置づけで、研究生が正規生という珍しい教育機関である。2年間の専門教育課程を修了しても修士号の取得ができないため、事実上「東京大学が運営する唯一の専門学校」となっている。放送局や新聞社、通信社、大手広告代理店などで活躍しているOBが多く、マスコミ界との太い人脈がある。

## 概要
1949年に設立された旧・東京大学新聞研究所（1992年より社会情報研究所、2004年に大学院情報学環に統合）教育部を前身とし、東京大学社会情報学研究所が2004年に大学院情報学環と合併したことに伴い、大学院情報学環・学際情報学府に大学院情報学環教育部が設置されている。所属する学生は教育部研究生と呼称されている。入試費用や入学金、授業料は、情報学環教育部 の入学金または授業料（ともに非課税）となっているが、情報学環・学祭情報楽譜の年報では、2004年から2008年までは教育部研究生は学際情報学府の所属であったが、新聞研究所出身の濱田教授が総長になった2009年から情報学環に所属となっている。wikipedia の東京大学大学院情報学環教育部に関する記載は、この2008年から掲載されている。
学籍に関する東京大学情報公開室への問い合わせに対しては、教育部研究生の学籍は2004年および2008年において、情報学環教育部のままで変更はないとの事である。　
情報学環教育部は一般の研究生制度とは異なり教育部研究生には単位／修了認定を行われるという点でユニークな教育課程を実施している。メディアや情報、マスコミ、ジャーナリズムの分野に関心をもつ学生を対象にした学部レベルの2年課程の教育部課程を実施していて入学試験は毎年2月に実施される。
教育部は、標準修業年限2年の教育課程を修了すると、単位取得を証する「成績証明書」と「正規の課程の修了証」を取得することができ、履修証明制度とは異なっている。学修した、東京大学大学院情報学環教育部の単位は、他大学の単位、学修の証明とあわせて申請することで、条件を満たせば学位認定機構から学位の取得をすることができる（実績がある）。
また、「大学院」と付くが、2年間の専門教育課程を修了しても修士号の取得ができない。放送局や新聞社、通信社、大手広告代理店などで活躍しているOBが多く、マスコミ界との太い人脈があるとされるため、マスコミや広告代理店に関心のある学生が多く、芸能人が入学することもある。

## 沿革
情報学環教育部の起源は、1929年（昭和4年）の東京大学文学部新聞研究室にまでさかのぼる。ドイツで興った新聞学を日本に移入しようとした小野秀雄が新聞学講座の開設を計画し、渋沢栄一を寄付発起人総代として貴族院議員の阪谷芳郎や大阪毎日新聞社主の本山彦一らを支援者として集めた。支援者は、日本の思想が不安定なことを心配し、新聞は非常に大きな影響力をもつが、新聞記者に必要な知識を教え、人格を養う教育機関が存在していないことことを憂い、東京帝国大学に新聞学講座を設置するための基金を集めた。
予め新聞講座開設の了解を古在由直総長から得て基金を集めたが、いざ寄付の段階になり、国史学の三上参次、宗教学の姉崎正治、社会学の戸田貞三各教授の賛同は得たものの、文学部教授会は、「本学に於て新聞に関する研究をなすものは主として純学理上の研究をなすものにして、新聞の記者又は経営者の養成の如きは寧ろ間接なる事に属す」として、純粋な学問ではないことを理由に講座の設置に反対した。そのため、大学は、講座の代わりに新聞研究室の設置を寄付者に打診したところ、寄付者からは5項目の申し送りを条件に寄付が行われ、新聞研究室として設置された。文学部嘱託の小野秀雄が主任をつとめ、法学部・文学部・経済学部からそれぞれ1名ずつ指導教授、研究員が配置された。寄付者の申し送りには「2、貴学に於いて適当と認められる場合には、成るべく速やかに新聞講座を創設せられたき事」「5、卒業後新聞事業に関係する学生に対しては適当の指導方法をこうぜられたき事」が記載されていた。
なお、講座開設を妨げられた小野は1932年に明治大学で新聞高等研究科、上智大学で日本初となる新聞学科を立ち上げ念願を果たすが、晩年の自著の中で、東大での講座反対は、当時文学部長だった滝精一が大阪朝日新聞社出身であったため、大阪毎日新聞社出身の自分を敵視したからであると述懐している。
第二次世界大戦後、GHQ が日本の政府／大学に対し、ジャーナリストを養成する学部を作るように勧告を行った。東京帝国大学にも南原総長を訪ね、学部の開設を非公式に勧告した(1946)。それに対し、大学は新聞研究室を研究所に発展させ、学生に教育を行う計画を伝えた。GHQは4年生の学部によるジャーナリズム教育を最後まで求めていたが、「ジャーナリズムの教育を行う上で、まずは教員を育てる必要があり、新聞研究所を作りそこで教員を育てながら、学生教育を行うという」という説明で、東大の主張をつらぬいた。
　1947 年に新聞研究所官制案が作成されます。しかし「新聞、出版、放送および映画に関する研究並びに教育を行う」という官制案に、法制局から『学校教育法によれば、研究所は研究施設であって教育施設ではなく、従って、新聞研究所官制案第二条に「並びに教育」とあるのは、学校教育法に 抵触する』と異議がでます。しかし戦時中に文部省直轄の「国民精神文化研究所」があり、この官制に「国民精神文化に関する研究、指導及び普及を司る」と記載され指導の名目で「教育」を行ってきた事例があったことから、最終的に新聞研究所の設置目的を「新聞及び時事についての出版、放送又は映画に関する研究、並びにこれらの事業に従事し、又は従事しようとする者の指導及び養成」（国立学校設置法1949）とする事で、研究教育組織として新聞研究所を設置しそこに教育部（学科）を設置して学生の教育を行う事に法制局の了解が得られ、南原繁総長は「研究と教育をなすべき大学の機能内で教育を行うことに支障はない」として法律になりました。この法律が教育部の根拠法になります。国立学校設置法には教育部そのものの名称は記載がありませんが、「国立学校設置法施行規則（抜粋）（昭和24.6.22 文部省令第23号）」にて担保されています。これは、国立学校設置法には学部の記載はあるが学科の記載はなく、上記の施行規則を担保にしているのと同じ扱いである。　国立大学の附置研究所として、唯一、研究教育組織として新聞研究所は設置され研究組織として新聞研究所研究部が、教育組織として新聞研究所教育部が設置されました。
これにより、小さな組織だった新聞研究室は、戦後まもない1949年（昭和24年）に、文系の学際的研究教育組織である独立部局の新聞研究所へと発展した。新聞研究所は、「新聞および時事についての出版、放送又は映画に関する研究並びにこれらの事業に従事し、又は従事しようとする者の指導および養成」を目的とし、研究と同時に、これらのマスメディアで働く記者などの実務家を育成することを目的として新聞研究所教育部の教育部課程が、1950(昭和25年)に開講された。新聞研究所は他に例を見ない、全国の大学の付置研究所の中で唯一の研究教育機関であり、学生の自治を重んじ、教員や同窓生も交えて自由闊達に議論をする学習の場として発展してきた。
1992年（平成4年）、新聞研究所は社会情報研究所として改組され、マスメディアに限定しない、情報に関わるあらゆる社会現象の研究を進めていくことになった。新聞研究所教育部の学則は、社会情報研究所の学則としてひきつがれ、新聞研究所教育部の教育部研究生は社会情報研究所教育部に所属となり、それに伴って教育部のカリキュラムも改定された。
2004年（平成16年）には、社会情報研究所が大学院情報学環と合併して発展的に解消し、教育部はそれまでの学則と教育部研究生が引き継がれ、社会情報研究所教育部の教育部研究生は、情報学環教育部の教育部研究生に、学籍が変更になった。大学院設置基準第七条の三に定める「研究科以外の教育組織」として学際情報学府と情報学環教育部が、「研究組織」としては大学院情報学環が対応している。
2004年の大学院情報学環教育部便覧には、「本教育部が研究組織（教員組織）である大学院情報学環に設置されているのは、このように附置研究所に設置されていたという歴史的経緯による。」という記載があるが、東京大学ホームページや、情報学環・学際情報学府要覧の掲載を見る限り、2004年以降、組織図の上では教員の所属する研究組織として情報学環に教育部が存在するが、教育組織としての「情報学環教育部」の所在は確認できない。　
2012年年度（平成24年度）からは、混迷する時代状況や大学を取りまく内外情勢の変化に対応するかたちで改革を行った。

## 教育部研究生
東京大学大学院情報学環教育部研究生は大学院情報学環教育部に入学し、教育部課程の授業を履修することになる。その特徴は以下の通りである。
- 定員は1学年約30人である[注 1]。
- 学校教育法上、単位認定および修了認定を行う対象の「学生」だが、2018年度までは外部からの受験者に発行される東京大学総長発行の研究生証には身分は「教育部研究生」と記載され学際情報学府49 の学籍番号であった。2019年度以降は身分は「研究生」と記載され情報学環5Aの所属に変更された。東大の他の学科から受験した学生に対して情報学環長名で発行される研究生証は、所属は情報学環教育部と記載があり2019年以降も変更はない。在学証明書には現在は「研究生在学証明書」と表記されている。
- 入学年度となる前年度の2月に筆記（一次試験）・面接（二次試験）による入試を実施している。内部生以外の大学生や大卒以上の社会人も受験できる。ただし大学院生は内部生も含めて受験できない。すべての入学志望者は、競争率が2～3倍程度となるこの試験に合格しなくてはならない。
- 情報学環教育部は在籍者のすべてが情報学環教育部研究生であり、正規課程であるため、入学試験、入学金、授業料は非課税である。
- 学部学生の入学および同時履修を認めている。現在、研究生の約7割を東京大学の学部生が占め、残りは他大学の学部学生と社会人である。
- 修業年限は2年間（最長4年間まで在籍可）で、所定の単位を修得した者には修了証が与えられる（俗に言う「研究生」は単位認定は無く、修業年限や修了制度がない）。ただ、学部の授業や就職活動との両立が難しいため、修了者は少ない。
- 教育部の修了率は、東京大学大学院の正規課程である学際情報学府修士課程を下回っている。2012年度の入部生から、年間に少なくとも6単位以上を修得しなかった場合、次年度以降の在籍が認められなくなった。
- 教育部研究生は、東京大学大学院情報学環教育部に在籍する正規課程の「学生」（法律上の学生）であるため、当然に図書館利用やデータベースサービス、東京大学生協にも加入でき、学校保健安全法により健康診断の受診義務もある他、学校学生生徒旅客運賃割引証も発行される。
- 教育部研究生だけで組織する学生自治会がある。自治会長は教育部研究生による選挙によって選ばれる。講義や研究生合宿のサポートをする互助組織で、政治色はない。
- 講義は主に福武ホール（設計：安藤忠雄）と情報学環本館の教室で行われる。また福武ホールには学環コモンズという365日24時間利用可能な学際情報学府の大学院生との共同スペースがあり、ポータブルプロジェクター、ウォーターサーバー、プリンターなどの設備が利用できる。なお入室時にはIC学生証/研究生証が必要である。
- 東大の内部生は無料で受験および入学・授業の履修が可能だが、他大学の在籍者や社会人は受験料のほか、入学金・授業料（非課税）などの学費がかかる。

## 授業科目
情報学環教育部では、以下の4領域を教育している。
- メディアとジャーナリズムについて学ぶ「メディア・ジャーナリズム」領域
- 情報産業の構造や仕組みについて学ぶ「情報産業」領域
- 情報社会の歴史や現状について学ぶ「情報社会」領域
- 情報と技術の関わりについて学ぶ「情報技術」

科目としては、領域情報社会論、メディア・ジャーナリズム論、情報技術論、情報産業論、特別演習（研究生合宿）などが開講されている。
情報産業論では、新聞論、出版論、広告論、情報と法、情報技術論では情報と交通、ITS、Physical Computingといった授業がある。
これらの授業は、学部・大学院の講義との同時履修を考慮して、午後2時50分～8時の時間帯で開講されている。

## 学歴に対する扱い

### 学籍
新聞研究所は、国立大学の附置研究所としては、唯一の教育研究組織として設置され、教育部に入所した学生は本科研究生と呼称されていた。その後、呼称は、社会情報研究所教育部研究生、情報学環教育部特別研究生、教育部研究生と変わるが、教育部課程を修了すると正規の課程の修了証や成績証明書が発行される。東京大学に在籍する学生が試験に合格し、教育部に入学した場合、授業料は無償だが、2つの学籍を持つことになる。これらの扱いは新聞研究所時代から、現在まで同様である。また、外部から入学する教育部研究生の入学金および学費については、東京大学における認可された教育組織／教育課程への入学として、設置時から現在に至るまで非課税扱いとなっている。
教育部課程を修了しただけでは、学位認定を受けることはできないが、学位認定機構に他大学の単位／学修の証明とともに、東京大学大学院情報学環教育部で単位認定して頂いた記録を提出し、審査をうけることで、学位を授かることができる。
前田幸男教授が、教育部委員長であった2018年の便覧から「通学定期券の学割発行の対象外である」とか、2019年の便覧から「学生定期健康診断の対象外である」などの記載が突然追記されたり、教育部のWebページが廃止されたり、コピーカードの配布が密かに中止されるなど、それまで教育部研究生に提供されていたものが、突然提供されなくなるなどが相次いだ。法律で大学が提供を義務付けられているものが提供されなくなるなどのことがおきた。その後クレームにより不適切な記載が削除されたりするなどした。しかし、2018年以前は提供されていた、連絡用のwebページや、コピーカードは、現在も学際情報学府の学生には提供されているが、教育部研究生には提供されていない。　学籍、学歴について一部に誤解があり、正規の学生のはずなのに差別されている点も残る。2022年5月まで、東京大学コンプライアンス基本規則「第2条(3) 学生とは、本学に所属する学部学生および大学院生をいう。」とされていたが、総長との懇談会での教育部研究生からの指摘を受け、現在は、「学生とは、本学の規則に基づき、入学、聴講又は履修を許可された者をいう」と改定されている。　

### 現在
東京大学大学院情報学環教育部における正規の課程（教育部課程）を修了したという学歴となる。
学生身分の正式名称は「大学院情報学環教育部研究生」である。教育部の教育課程（教育部課程）は学位を与える課程ではないが、修業期間を２年とし、所定の単位を取得することで「正規の課程の修了を認定」する修了証を与えており、学校教育法上の「学生」である。従って入学金および授業料は、東京大学の学部生の授業料に準じ、標準在学年数と修了に必要な単位数に基づき設定されており、入学金、授業料ともに非課税であり、それぞれの領収書には、”情報学環教育部” と記載されている。
主に学部生向けを対象とする教育課程であり、副専攻（サブメジャー）や、（履修区分を意味する）プログラムと誤解されることも多いが、単位認定がなされ成績証明書が発行され、所定の単位を取得することで課程を修了することができ、情報学環教育部における正規の課程である。2年間で24単位を学修することで正規の課程の修了証が授与されるが学位記ではない。
全学科の在籍者を対象とする、学生教育研究災害障害保健（学研災）Aタイプ（大学が保険料を負担）に教育部研究生は一括加入している。また、授業目的公衆送信補償金制度にも情報学環・学際情報学府として加入しており、授業の過程に必要な資料については個々に著作権利者の許諾なく、利用が可能であり、オンラインの授業でも利用が可能である。

## 教員
吉見俊哉、北田暁大、林香里ら情報学環の教授・准教授のほか、ジャーナリストやテレビ、映画、出版関係者、広告代理店クリエーター、映像・放送技術者といった外部講師による講義、OBOGによる同窓会講義もある。

## 著名な出身者（新聞研究所出身者を含む）
- 渡邉恒雄（読売新聞グループ本社代表取締役会長・主筆）
- 杉野直道（元テレビ東京代表取締役会長・社長）
- 濱田純一（第29代東京大学総長）
- 樋口恵子（評論家、元東京家政大学教授）
- 一力雅彦（株式会社河北新報社社長）
- 横澤彪（元TVプロデューサー）
- 森まゆみ（ノンフィクション作家、編集者）
- 芹川洋一（日本経済新聞論説フェロー）
- 水越伸（社会学者、関西大学教授）
- 山内和彦（元川崎市議会議員、『選挙』出演）
- 澤本嘉光（CMプランナー）
- 吉田たかよし（医師・元NHKアナウンサー）
- 草野仁（ニュースキャスター）
- 山田晴通（東京経済大学教授）
- 四戸潤弥（同志社大学教授）
- 小野文恵（NHKアナウンサー）
- 岸田雪子（元日本テレビ記者）
- 白井智子（社会起業家）
- 関谷直也（東京大学大学院情報学環 防災研究者）
- 小林祥子（TBSディレクター）
- 開沼博（社会学者）
- 並木浩一（桐蔭横浜大学教授、中退）
- たかまつなな（お笑い芸人）
- 坂本葵（2007年修了、大学講師。本名は柴田葵、夫は小谷野敦）

一度でも在籍すれば、修了しなくても東京大学新聞研究所・社会情報研究所・大学院情報学環教育部同窓会に所属することができる。